# Velimir Deželić stariji
 Velimir Đuro Josip Deželić (Zagreb, 21. veljače 1864. – Zagreb, 7. veljače 1941.) hrvatski književnik, leksikograf i bibliotekar. Osim romana pisao je pjesme te je priznat i kao najbolji hrvatski katolički pjesnik. Otac je Velimira Deželića mlađeg, Mladena Deželića (oženio je kćer Albina Edera i Nade Eder-Bertić Sofiju), Stanka, Berislava, Branimira (oženio kćer Đure Šurmina Katicu), Milorada i Tihomila te kćeri Đurđicu (poslije udanu za Božidara Širolu) i Zlatu.

## Životopis
Rođen je u Zagrebu 1864. godine. Nakon završene Klasične gimnazije u Zagrebu 1882. godine, upisao se na studij medicine u Beču, 1882. godine. Nakon položenih prvih rigoroza i odsluženoga vojnog roka kao liječnički elev, upisao je kliničke predmete. Tada je uvidio da liječnički poziv nije za njega. Posvetio se književnom radu, studiju jezika i povijesti. Upravo tada stekao je Deželić bogato enciklopedijsko znanje, koje mu – kao ravnatelju kraljevske sveučilišne knjižnice – tako dobro dolazi. Deželić je naime čitave dane proboravio u javnim bečkim knjižnicama, naročito u sveučilišnoj i u dvorskoj knjižnici. Na sveučilištu polazio je predavanja povijesne struke, a u knjižnicama izučavao je modernu književnost. Upoznao je "secesiju" i "modernu" prije nego li su one ušle u hrvatsku književnost. Kao slavenofil izučio je ruski, poljski, češki, slovenski i bugarski jezik. Naučio je i francuski jezik, a nešto se uputio također u engleski, španjolski, rumunjski, nizozemski i madžarski jezik. Poznavanje tolikih jezika omogućilo mu je uspješan rad u hrvatskoj sveučilišnoj knjižnici. Ostavvlja Beč 1892. te se upisao na zagrebačko sveučilište i to kao redoviti slušatelj prirodnih nauka na Filozofskom fakultetu. Svršivši filozofiju, izradi Deželić disertaciju Foraminifere Jadranskoga mora i položi obadva rigoroza, našto bude 24. lipnja 1896. godine promoviran na čast doktora filozofije. Zajedno s Emilijem Laszowskim utemeljio je Družbu »Braća Hrvatskoga Zmaja« 16. studenoga 1905. godine a gdje je imao čast zamjenika velikog meštra. Bio je suradnikom u izdanju knjige Emilija Laszowskoga, Povijest plem. općine Turopolja nekoć Zagrebačko polje zvane (također uz suradništvo Janka Barlea i Milana Šenoe). Potpisivao se i pseudonimima, Branimir, Delas, Heliodor i Magnus.
Bio je član Društva hrvatskih književnika te odbornik i član Matice hrvatske. Također, bio je podpredsjednik i djelatnik Hrvatskoga književnog društva sv. Jeronima, predsjednik humanitarnog društva Dobrotvor te jedan od utemeljitelja udruge hrvatskih književnika Kolo.
Pokretač je prvog stručnog knjižničarskog časopisa Hrvatski bibliofil (1905.). Među prvima se pridružio Hrvatskom katoličkom pokretu te je 1900. bio prvi tajnik hrvatskoga katoličkog kongresa. Kao laik predsjedao je prvim Hrvatsko-slovenskim katoličkim kongresom u Ljubljani (1913.) i prvim Hrvatskim euharistijskim kongresom u Zagrebu (1923.). Godine 1903. osnovao je Marijinu kongregaciju „Imaculata“ kojoj je bila svrha vjersko okupljanje hrvatskih laika, posebice žena, u vidu masovnog katoličkog pokreta te djelovanja za mirno oslobađanje Hrvatske.
Papa Pio XI. odlikovao ga je 1922. viteškim redom Grgura Velikog.
Umro je u Zagrebu 7. veljače 1941. godine.

## Sveučilišna knjižnica
U Sveučilišnoj se knjižnici zaposlio 1894. godine kao službenik. Upravu Sveučilišne knjižnice preuzeo je 1910. godine te je od 1911. do 1920. godine bio knjižničar i ravnatelj toga zavoda. Zajedno s arhitektom Lubinskim je 1910. godine bio izaslan od Zemaljske vlade da prouči nove knjižnične zgrade po Europi te je za njegove uprave sagrađena nova zgrada Knjižnice. Zaslužan je i za suvremeno organiziranje knjižničnoga rada te stručnu obradu zagrebačkih inkunabula. Uredio je Odio za dragocjenosti hrvatske knjige do 1835. godine.

## Politička djelatnost
Iako je u početku bio unionist, kasnije je bio saborski zastupnik Čiste stranke prava.[nedostaje izvor]

## Nepotpun popis djela

### Znanstveni radovi
- Hrvatska pjesmarica ili Sbirka rado pjevanih pjesama, Zagreb, 1903.
- Emilije Laszowski: o 25. godišnjici njegovoga književnoga rada, Zagreb, 1914.
- Znameniti Jastrebarčani: Benko Vinković, Rafo Levaković i Toma Mikloušić, Zagreb, 1923.
- Isusovci u Hrvatskoj: prilog kulturnoj povijesti grada Zagreba, Zagreb, 1927.
- Kardinal Haulik nadbiskup zagrebački, Zagreb, 1929.
- Bibliografija književnoga rada Emilija Laszowskoga (1889. – 1929.), Zagreb, 1930.

### Romani
- U buri i oluji, Tisak i naklada Antuna Scholza, Zagreb, 1902. (2. izd. Matica hrvatska, Zagreb, 1971., 3. izd. Verbum, Split, 2011.)
- Prvi kralj, Zagreb, 1903. (2. izd. Matica hrvatska, Zagreb, 1971., 3. izd. Verbum, Split, 2011.)
- Car Dioklecijan, Zagreb, 1906.
- U službi kalifa, Zagreb, 1907.
- Hadžibova kob, Zagreb, 1908.
- Hrvatske slave sjaj, Zagreb, 1924.
- U pandžama lava, Zagreb, 1929.
- Majka velikog kralja, 1931.
- Petar Krešimir: roman iz doba hrvatske narodne dinastije, Hrvatsko književno društvo sv. Jeronima, Zagreb, 1932.
- Petar Krešimir / Velimir Deželić st., "Tiskara Rijeka", Rijeka, 1992.
- Hrvatske slave sjaj / Velimir Deželić st., (ilustr. preslikao, po originalima Ota Antoninija, Joseph Ahel), (pretisak izd. iz 1924.), "Tiskara Rijeka", Rijeka, 1992.
- Prokleti grad: (Maledictum castrum Medved): historijski roman iz 15. stoljeća / Velimir Deželić st. (priredila Julijana Matanović, naslovnu stranicu i crteže izradio Zvonko Grbašić), Školska knjiga, Zagreb, 1995.

### Zbirke pjesama
- Pjesme, 1889.
- Kopnom i morem, 1900.
- Zvuci iz katakomba, 1902. (2. izd. 1924.)
- Petar Zrinski, 1919.
- Kraljica Hrvata, Zagreb, 1936.

### Članci
- Mihanović Salopek, Hrvojka. 2015. Duhovno pjesništvo Velimira Deželića starijeg. Kroatologija. Sveučilište u Zagrebu – Fakultet hrvatskih studija. Zagreb. 6 (1–2): 170–189